# Volume 2: At the Jazz Band Ball
Volume 2: At the Jazz Band Ball ist ein Kompilationsalbum mit Musik des Jazz-Kornettisten Bix Beiderbecke. Die Aufnahmen entstanden in wechselnden Besetzungen von Oktober 1927 bis April 1928 und erschienen zunächst auf den Labeln Pathé/Perfect, Okeh und Harmony Records. Das Album erschien als Compact Disc 1990 beim Label Columbia Records in der Reihe CBS Jazz Masterpieces.

## Hintergrund
Die Kompilation enthält Schallplatten, die Bix Beiderbecke neben seiner Mitgliedschaft im Paul Whiteman Orchestra einspielte, z. T. unter eigenem Namen (Bix Beiderbecke and His Gang), außerdem unter Leitung von Willard Robison, Frank Trumbauer und Lou Raderman.

### Three Blind Mice – Die Pathé-Sessions (Oktober 1927)
Im Oktober 1927 lud der Komponist Willard Robison, der auch als A&R für das Musiklabel Pathé tätig war, Bix Beiderbecke und Frank Trumbauer dazu ein, mehrere Titel für das Label aufzunehmen. Die beiden kommerziellsten Nummern Clorinda (aus der Broadway-Revue Africana) und der von Fats Waller stammende Song I’m More Than Satisfied (jeweils mit Robinsons Gesangsensemble Deep River Quartet) erschienen unter Robisons Namen, während die Instrumentalnummern Three Blind Mice #1 & 2 unter dem Gruppenpseudonym The Chicago Loopers veröffentlicht wurden. Die Pathé-Sessions in den Studios der East 53rd Street fanden jedoch unter schlechten Aufnahmebedingungen statt; inzwischen gehören die sechs aufgenommenen Takes vom Oktober 1927 zu den seltensten Schallplatten der Jazzgeschichte.

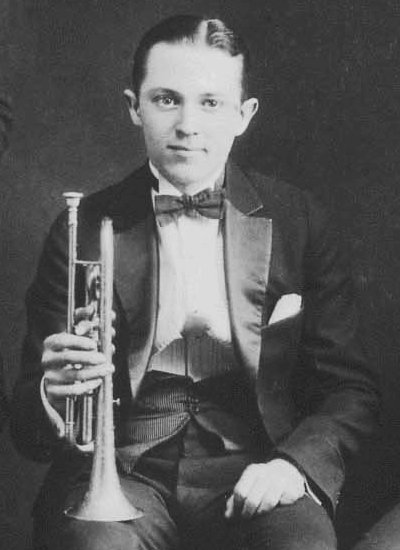
Bix Beiderbecke 1924

### At the Jazz Band Ball – Bix and His Gang (Oktober 1927)
Unter wesentlich besseren Studiobedingungen fanden die Aufnahmen für Okeh Records am New Yorker Union Square statt; in Sextettbesetzung mit Bill Rank (Posaune), Don Murray (Klarinette), Adrian Rollini (Bass-Saxophon), Frank Signorelli (Piano) und Chauncey Morehouse (Schlagzeug) nahm Beiderbecke am 5. Oktober 1927 Nick LaRoccas At the Jazz Band Ball, Royal Garden Blues von Spencer und Clarence Williams und den durch die Original Dixieland Jass Band populären Titel Jazz Me Blues von 1921 auf. Bix Beiderbeckes Solo in Jazz Me Blues baute Matty Malneck in sein Arrangement der Aufnahme der Komposition durch Bob Crosbys Bobcats ein; den Break im mittleren Chorus übernahmen später jüngere Spieler wie Bobby Hackett, Yank Lawson und Dick Cathcart. Beiderbeckes Version von At the Jazz Band Ball (OKeh 40923) gelangte am 18. Februar 1928 auf #15 der amerikanischen Charts, wo sie zwei Wochen blieb. Der Titel war mit In a Mist (auch Bixology, dem ungewöhnlichen Piano-Solo des Kornettisten) der einzige Charterfolg Beiderbeckes.
Am 25. Oktober 1927 fand eine weitere Okeh-Session in erweiterter Besetzung statt; aufgenommen wurde eine weitere Fletcher-Henderson Nummer (Goose Pimples), den von dem Banjospieler Howard „Howdy“ Quicksell (1900–1953) stammenden und auch arrangierten Titel Sorry, außerdem Cryin’ All Day (von Frank Trumbauer und Chauncey Morehouse), die Vaudeville-Nummer A Good Man Is Hard to Find von 1918 und eine weitere Quicksell-Nummer, Since My Best Gal Turned Me Down. Mit Cryin’ All Day wollte der OKeh-Produzent Tommy Rockwell an den Erfolg von Singin’ the Blues (4. Februar 1927; #9) anknüpfen; die neue Trumbauer-Morehouse-Nummer basierte auf den Akkorden der erfolgreichen Komposition von Conrad Robinson. Das Ergebnis ist „zwar nicht so spontan wie an gefeierte Modell, aber dennoch von sehr hohem Kaliber“, schrieb Jean Pierre Lion:
„Bix’ Solo ist absolut einwandfrei, doch es wirkt mit seiner geschickten Ansammlung bewährter Routine zu konstruiert, das ihm etwas die Frische nimmt. Pee Wee Russells Chorus, der unmittelbar auf den von Bix folgt, erreicht das Wunder, den Fluss aufrechtzuerhalten, ohne den Kornettisten und seine Ideen zu kopieren.“

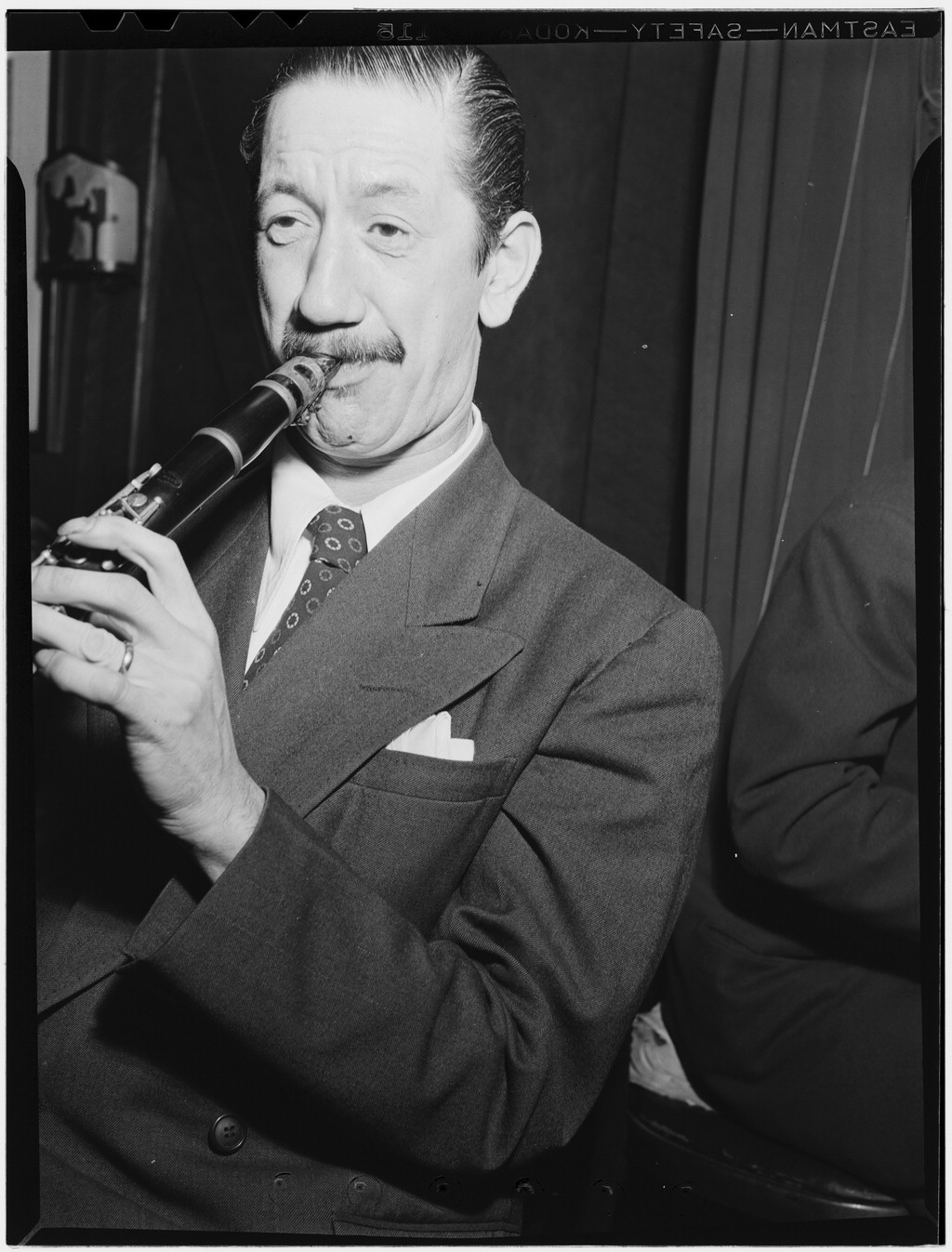
Pee Wee Russell, New York, 1946, Foto: William P. Gottlieb

Bei den Aufnahmen wirkten auch der Holzbläser Pee Wee Russell, Adrian Rollini (Bass-Saxophon), Frank Signorelli (Piano), Joe Venuti (Geige) und Eddie Lang (Gitarre) mit. Mit ihrem Duo in A Good Man Is Hard to Find bezogen sich Russell und Rollini auf ihren Duo-Beitrag in Red Nichols’ Ida von 1927.
Die beiden letzten Stücke der Session waren die beiden Takes von Since My Best Gal Turned Me Down; „aufgenommen in schnellem Tempo, ließ dieser Titel dem Kornettisten wenig Gelegenheit, sein Horn von den Lippen zu nehmen und den Rest zu genießen. Die trickreiche Ausführung machte das spiel riskant, und die Synchronisation mit dem Ensemble musste geprobt werden. Bix zeigt im zweiten teil des Stücks Ermüdungserscheinungen, die aber nicht dem geleisteten Werk insgesamt schaden, das durchaus eindrucksvoll in Vitalität und Einfallsreichtum ist.“
Nach Ansicht von Jean Pierre Lion hebt Since My Best Gal Turned Me Down nicht ab, „trotz der zwei abrupten Wechsel in die doppelte Geschwindigkeit, mit denen man versuchte, künstlich einen Überrachungseffekt zu schaffen. Die OKeh-Platte 40966, die beide Titel enthielt, sollte nicht die kommerzielle und künstlerische Bedeutung von Singin’ the Blues haben.“.
Mehrere Musiker bei diesen Sessions waren zuvor Mitglieder im September 1927 des aus finanziellen Gründen aufgelösten Jean Goldkette Orchestra gewesen; die meisten von ihnen bildeten anschließend das Orchester, das im kurz zuvor am New Yorker Broadway eröffneten Nachtclub New Yorker auftrat, jedoch in dieser Besetzung keine Aufnahmen hinterließ.
Das Beispiel von Sorry demonstriert für den Beiderbecke-Biografen Jean Pierre Lion den „erstaunlichen Grad an Perfektion“, den die Band um den Kornettisten erreicht hatte:
„Das Stück beginnt mit einem freudestrahlenden Chorus“ von Don Murray, der, in 32 Takten, eine seiner anmutigsten melodischen Linien aufbaut. Von diesem punkt an übernimmt Bix brillant. Wenn man diese Platte hört, spürt man das Gefühl, das bei den Musikern bei der Aufnahme herrschte. Die subtilen Beschleunigungen, der harmonische Einfallsreichtum, Bix’ bewundernswertes Solo schwebt mit einer überraschenden Autorität über das Tempo, Adrian Rollinis und Don Murrays außergewöhnliche Unterstützung....da sind die wesentlichen Gründe dafür, dass beim Hörer ein intensives Gefühl musikalischer Fülle entsteht. Bix erzählte hinterher Esten Spurrier über Sorry, dass er sich bei keiner Aufnahmesitzung besser gefühlt hat.
Am folgenden Tag nahm die Gruppe um Beiderbecke noch den Yellen-Ager-Song Sugar ein; auf; veröffentlicht wurde die Aufnahme von OKeh unter dem Pseudonym Russell Gray and His Orchestra, des damaligen Leiters einer Territory Band aus Texas, der nie mit Bix Beiderbecke oder Frank Trumbauer gespielt hatte.

### Mississippi Mud – Bix and Tram (Januar 1928)
Am 1. Januar 1928 kehrte Bix Beiderbecke von einem ausgedehnten Engagement des Paul Whiteman Orchestra von Chicago nach New York City zurück. Am 5. Januar war der Kornettist mit der Whiteman-Band im Studio von Victor Records; am 9. Januar 1928 organisierten Beiderbecke und Trumbauer eine Aufnahmesession mit Musikern des Whiteman-Orchesters, was an das Trumbauer-Orchestra von 1927 anknüpfen sollte. Das von Okeh-Produzent Rockwell vorgeschlagene und schließlich aufgenommene Material fanden viele der Musiker wenig inspirierend, da die Popsongs kommerziell orientiert waren. es entstanden ein „sehr gefälliges“ Arrangement des Titels There’ll Come a Time (Wait and See) (geschrieben von Wingy Manone und Miff Mole) und die von Gospel, Countrymusik und Tin Pan Alley geprägte Willard-Robison-Nummer Jubilee, ein Titel, „der wenig Raum für persönliche Ausbrüche ließ.“

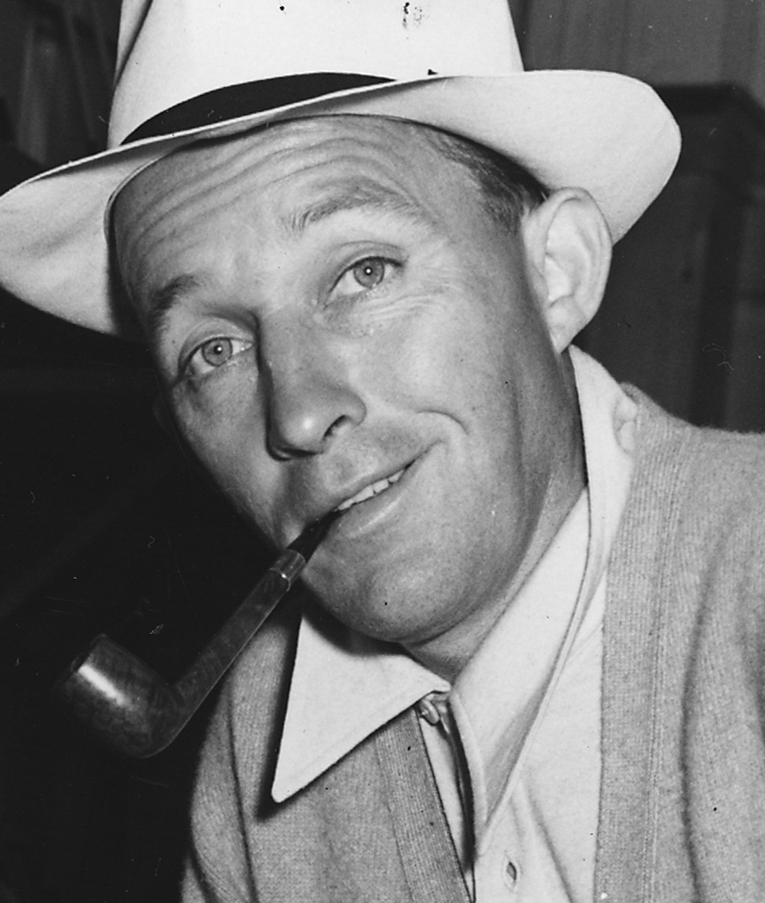
Bing Crosby (1942)

Zu den beteiligten Musikern gehörten neben Beiderbecke und Trumbauer u. a. der Holzbläser Jimmy Dorsey, Charles Strickfaden (Altsaxophon), Min Leibrook (Bass-Saxophon), Tom Satterfield (Piano), Matty Malneck (Geige), Eddie Lang (Gitarre) und der Schlagzeuger Hal McDonald. In gleicher Besetzung, ergänzt um die Vokalisten Bing Crosby und Frank Trumbauer, folgte am 20. Januar 1928 die Gesangsnummer Mississippi Mud, den die Songwriter Harry Barris und James Cavanaugh 1927 geschrieben hatten. JBixean Pierre Lion urteilte über Beiderbeckes Spiel:
„Bix war in großartiger Form und fließt meisterhaft durch den Titel. Das Vokalduett zwischen Tram und Bing Crosby, in der Tradition der neckischen Scherze der Minstrel Shows, erreicht nicht den gleichen Grad an Inspiration.“ Die Stimmbänder der Sänger klangen müde, urteilte Lion, „diese temporäre Heiserkeit gab der Stimme [Trumbauers] eine emotionale Kraft, was geschickt mit dem schwierigen Aufbau [des Songs] für seinen Stimmumfang spielt. Bix’ Solo, das den Gesangsunternehmungen folgt, wechselt zwischen Licht und Schatten – eine beeindruckende Erkundung rund um die Melodie,“ was Trumbauer veranlasste, in sein Tagebuch zu schreiben, „eine der großartigsten Schallplatten, die ich mit Bix gemacht habe, war Mississippi Mud. Bix spielte einen Chorus ohne Ende. Die Sammler und Platten-Enthusiasten machten nicht viel Aufhebens von ihr, aber ich empfand sie als eine von Bix’ besten!“
Trumbauer gelangte mit Mississippi Mud am 28. April 1928 für eine Woche auf #18 der US-Charts; Es war die einzige Zusammenarbeit von Bing Crosby und Trumbauer; ein weiterer Titel dieser Session mit Crosby, From Monday On, blieb unveröffentlicht und gilt als verschollen. Kurz darauf nahm Paul Whiteman den Song für Victor in fast identischer Besetzung auf; jedoch statt Trumbauer sang diesmal Crosby mit den Rhythm Boys.

### Ol’ Man River – Harmony-Sessions mit Lou Raderman (März 1928)
Die Kompilation enthält noch drei weitere Titel, die Lou Raderman & His Pelham Heath Inn Orchestra am 3. März 1928 für Columbias Billiglabel Harmony Records (noch im akustischen Aufnahmeverfahren) einspielte, in George Gershwins Oh Gee! Oh Joy! hatte Beiderbecke jedoch kein Solo und ist lediglich als Leader im Satzspiel des letzten Chorus zu hören. Es entstanden noch zwei Coverversionen populärer Jerome-Kern-Gesangsnummern aus dem Musical Show Boat, Why Do I Love You? und Ol’ Man River, mit Irving Kaufman bzw. Harry Donahey als Sänger. Diese beiden Titel enthalten jeweils ein 17-taktiges Solo des Kornettisten; „im Rahmen der Einschränkungen durch die schwache Klangqualität, kann der Bixian touch in diesen kurzen Passagen herausgehört werden“. der Trompeter Mannie Klein, der an diesen Sessions beteiligt war, behauptete später, Urheber dieser Passagen zu sein.

### Our Bungalow of Dreams– Trumbauer Orchestra (April 1928)
Während eines dreiwöchigen Engagements des Paul-Whiteman-Orchesters am Paramount Theater war Gelegenheit für Trumbauer und Beiderbecke, weitere Platten abseits der Studioroutine bei Victor Records einzuspielen. OKeh Records bot dem Trumbauer Orchestra die Gelegenheit, sechs Titel in drei Sessions aufzunehmen; „die kommerzielle Ausrichtung des Plattenlabels brachte jedoch eine Titelauswahl mit sich, die fröhliche Jazzmänner niedergeschlagen machen konnte,“ schrieb Jean Pierre Lion. Our Bungalow of Dreams und Lila, die am 3. April 1928 unter Trumbauers Leitung für OKeh Records entstanden, waren „erschreckende Nichtigkeiten, verschlechtert durch den Gesang Irving Kaufmans“; der sich hinter dem Pseudonym Noel Taylor verbarg.
Bei der folgenden OKeh-Session vom 10. April 1928 entstanden noch die zwei Titel Borneo und My Pet (OKeh 41039) mit dem Popsänger Scrappy Lambert, arrangiert von Bill Challis, sowie am 17. April die Instrumentalnummern Somebody Stole My Gal (von Leo Wood, 1918) und Thou Swell (OKeh 41030), die jedoch nicht Teil der Columbia-Kompilation sind.

## Titelliste
- Bix Beiderbecke: Volume 2: At the Jazz Band Ball (CBS – 466967 1 – CBS Jazz Masterpieces)

1. The Chicago Loopers: Three Blind Mice #1 (F. Trumbauer / C. Morehouse) 2:50
2. The Chicago Loopers: Three Blind Mice #2 2:50
3. Willard Robison & His Orchestra: Clorinda #1 (D. Heywood) 2:56
4. Willard Robison & His Orchestra: Clorinda #2 2:56
5. Willard Robison & His Orchestra: I’m More Than Satisfied #1 (T. Waller / R. Klages) 3:09
6. Willard Robison & His Orchestra: I’m More Than Satisfied #2 3:09
7. Bix Beiderbecke & His Gang: At the Jazz Band Ball (Nick LaRocca / Henry W. Ragas, Tony Sbarbaro, Larry Shields) 2:50
8. New Orleans Lucky Seven: Royal Garden Blues (Spencer Williams / Clarence Williams) 3:00
9. Bix Beiderbecke & His Gang: Jazz Me Blues (Tom Delaney) 3:02
10. New Orleans Lucky Seven: Goose Pimples (Jo Trent / Fletcher Henderson) 3.15
11. Bix Beiderbecke & His Gang: Sorry (Raymond Klages / Howdy Quicksell) 2.54
12. Frank Trumbauer & His Orchestra: Cryin’ All Day (F. Trumbauer / C. Morehouse) 3:01
13. Frank Trumbauer & His Orchestra: A Good Man Is Hard to Find (Eddie Green) 3:01
14. Bix Beiderbecke & His Gang: Since My Best Gal Turned Me Down (Quicksell / Ray Lodwig) 3:03
15. Russell Gray & His Orchestra: Sugar (J. Yellen/M. Ager/F. Grum/R. Nichols) 3:07
16. Frank Trumbauer & His Orchestra: There’ll Come a Time (Wait and See) (Wingy Manone / Miff Mole) 2:53
17. Frank Trumbauer & His Orchestra: Jubilee (Willard Robison) 3:15
18. Frank Trumbauer & His Orchestra: Mississippi Mud (Harry Barris / James Cavanaugh) 3:06
19. Lou Raderman & His Pelham Heath Inn Orchestra: Oh Gee! Oh Joy! (George Gershwin / Ida Gershwin/P. G. Wodehouse) 2:48
20. Lou Raderman & His Pelham Heath Inn Orchestra: Why Do I Love You? (J. Kern / O. Hammerstein) 2:50
21. Lou Raderman & His Pelham Heath Inn Orchestra: Ol’ Man River (Kern/Hammerstein) 2:58
22. Frank Trumbauer & His Orchestra: Our Bungalow of Dreams (T. Malie / C. Newman / J. Verges) 2:59
23. Frank Trumbauer & His Orchestra: Lila (A. Grottler/C. Tobias/Maceo Pinkard) 2:56

## Chronologie der Aufnahmesessions
| Datum         | Titel                                        | Label, Nummer                    | Besetzung |
| ------------- | -------------------------------------------- | -------------------------------- | --- |
| Okt. 1927     | Three Blind Mice                             | Pathé 36729, Perfect 14905       | Bix Beiderbecke (Kornett), Don Murray (Klarinette), Frank Trumbauer (C-Melody-Saxophon), Frank Signorelli (Piano), Carl Kress (Banjo), Chauncey Morehouse oder Vic Berton (Perkussion) |
| Okt. 1927     | Clorinda                                     | Pathé 36729                      | dto., mit dem Deep River Quintet (Gesang) |
| Okt. 1927     | I’m More Than Satisfied                      | Pathé 36724, Perfect 14905       | dto. |
| 5. Okt. 1927  | At the Jazz Band Ball, Jazz Me Blues         | OKeh 40923                       | Bix Beiderbecke, Bill Rank (Posaune), Don Murray (cl), Adrian Rollini (Bass-Saxophon), Frank Signorelli (p), Chauncey Morehouse (dr) |
| 5. Okt. 1927  | Royal Garden Blues                           | OKeh 8544                        | dto. |
| 25. Okt. 1927 | Goose Pimples                                | OKeh 8544                        | dto. |
| 25. Okt. 1927 | Sorry                                        | OKeh 41001                       | dto., mit Howdy Quicksell (Arrangement) |
| 25. Okt. 1927 | Cryin’ All Day, A Good Man Is Hard to Find   | OKeh 40966                       | Bix Beiderbecke, Bill Rank (Posaune), Pee Wee Russell (cl, ts), Frank Trumbauer (C-Melody-Sax), Adrian Rollini (Bass-Saxophon), Frank Signorelli (Piano), Joe Venuti (Geige), Eddie Lang (Gitarre), Chauncey Morehouse (Schlagzeug) |
| 25. Okt. 1927 | Since My Best Gal Turned Me Down             | OKeh 41001                       | dto. |
| 26. Okt. 1927 | Sugar                                        | OKeh 40938                       | Bix Beiderbecke, NN (Trompete), Bill Rank (Posaune), Frank Trumbauer, Don Murray, Bobby Davis (Holzblasinstrumente), Adrian Rollini (Bass-Saxophon), Frank Signorelli (Piano), Joe Venuti (Geige), Eddie Lang (Gitarre), Chauncey Morehouse (Schlagzeug), Jerry Macy, John Ryan (Gesang)                                                          |
| 9. Jan. 1928  | There’ll Come a Time (Wait and See), Jubilee | OKeh 40979 bzw. OKeh 41044       | Bix Beiderbecke, Jimmy Dorsey (cl, as), Charles Strickfaden, Frank Trumbauer, Chet Haslett (Altsaxophon), Min Leibrook (Bass-Saxophon), Rube Crozier (Tenor-, Baritonsaxophon), Tom Satterfield (Piano), Matty Malneck (Geige), Lennie Hayton (Piano, Celeste), Eddie Lang oder Carl Kress (Gitarre), Hal McDonald (dr)                           |
| 20. Jan. 1928 | Mississippi Mud                              | OKeh 40979                       | dto., mit Bing Crosby und Frank Trumbauer (Gesang) |
| 3. März 1928  | Oh Gee! Oh Joy!, Why Do I Love You           | Harmony 311-H bzw. Harmony 307-H | Lou Radermann (Leiter), Bix Beiderbecke, Manny Klein (Trompete), NN (cl, ss, as, ts, p, bjo, tu, dr, Irving Kaufman Gesang) |
| 3. März 1928  | Ol’ Man River                                | Harmony 307-H                    | dto., Harry Donahey (Gesang) statt Irving Kaufman |
| 3. Apr. 1928  | Our Bungalow of Dreams                       | OKeh 41019                       | Bix Beiderbecke, Charles Margulis (Trompete), Bill Rank (Posaune), Izzy Friedman (Klarinette, Altsaxophon), Charles Strickfaden (Altsaxophon), Frank Trumbauer, (C-Melody-Sax), Min Leibrook (Bass-Sax), Lennie Hayton (Piano), Matty Malneck (Geige), Eddie Lang (Gitarre), Harold McDonald (Schlagzeug), Noel Taylor (= Irving Kaufman, Gesang) |

## Rezeption
Für den Beiderbecke-Biografen Jean Pierre Lion markiert die Session vom 5. Oktober 1927 nicht nur den Beginn einer Reihe von Aufnahmen unter eigenem Namen, sondern auch die Entstehung seiner inspirierendsten Arbeiten seiner kurzen Karriere.
Allmusic bewertete das Album mit 4½ (von 5) Sternen; deren Kritiker Cub Koda schrieb, dass die Aufnahmen zwar Bix Beiderbeckes Aktivitäten abseits seiner Mitarbeit beim King of Jazz (Paul Whiteman) zwischen 1927 and 1928 enthielten, sich darunter aber auch kommerzielle Gesangsnummern der Zeit wie Mississippi Mud, Clorinda, Our Bungalow of Dreams oder There’ll Come a Time befänden. Doch Titel wie die zwei Takes von Three Blind Mice sowie Sorry, Jazz Me Blues, Royal Garden Blues und Since My Best Gal Turned Me Down zeigten Bix Beiderbecke voller kreativer Ideen, die zeigten, welch großartige Musik er kurz vor seinem künstlerischen Abstieg hinterlassen hat. Ebenfalls im Allmusic zählte Arwulf Arwulf den Titel A Good Man Is Hard to Find zu den „Meilensteinen der populären Musik“ (marvelously stodgy milestones of timeworn pop music).
Der Autor von RedHotJazz stellte fest, dass einige der besten Aufnahmen Beiderbeckes in der Zusammenarbeit mit Frank Trumbauer entstanden seien; „Bix und Tram waren auf dem Höhepunkt ihrer Karrieren“; einige der besten weißen Jazzmusiker der 1920er-Jahre wie Pee Wee Russell, Jack Teagarden, Joe Venuti und Eddie Lang spielten in ihrer Band.
Für Richard Cook und Brian Morton, die dem Album in The Penguin Guide to Jazz die Höchstnote verliehen, demonstrierten diese Aufnahmen, warum Lester Young Beiderbecke als seinen Haupteinfluss bezeichnete. Zu den Höhepunkten des Albums zählten die Autoren neben dem Titelstück At the Jazz Band Ball die Nummern Jazz Me Blues und die unter Trumbauers Leitung eingespielten späteren Stücke. Zwar sei Beiderbecke kein Erneuerer gewesen (er habe bei dem Material, das er unter eigenem Namen (Bix & His Gang) aufnahm, die Arrangements der Original Dixieland Jazz Band übernommen), doch sei sein eigenes Spiel durchweg bemerkenswert; man fühle sich stets vertraut mit dem, was die stürmischen und elementaren Tage des Jazz waren.
Im Rough Guide to Jazz lobte Ian Carr die beiden Columbia-Editionen (Volume 1: Singin’ the Blues und Vol. 2: At the Jazz Band Ball); sie enthielten alle klassischen Aufnahmen aus Bix Beiderbeckes ergiebigster Periode in den Aufnahmestudios und seien „essentiell und wunderbar.“
Arrigo Polillo hob vor allem die Qualität der Aufnahmen hervor, die unmittelbar unter der Bandbezeichnung Bix Beiderbecke and His Gang unmittelbar vor Bildung bzw. nach der Auflösung jener kurzlebigen Band entstanden sind, die im Nachtclub New Yorker spielte, also At the Jazz Band Ball, Royal Garden Blues, Jazz me Blues, Sorry, Goose Gimbles, Sorry und Since My Best Gal Turned Me Down; „es sind Beispiele von Dixieland, die gegenüber früheren Formen, die wir von Plattenaufnahmen her kennen, stark entwickelt sind, und es sollten die musikalischen Vorlagen für eine sehr beträchtliche Anzahl von Fassungen zukünftiger Jahrzehnte werden.“
Das National Public Radio nahm die beiden Columbia-Editionen (Vol. 1: Singin’ the Blues und Vol. 2: At the Jazz Band Ball) in ihre  NPR Basic Jazz Record Library auf.

## Editorische Hinweise

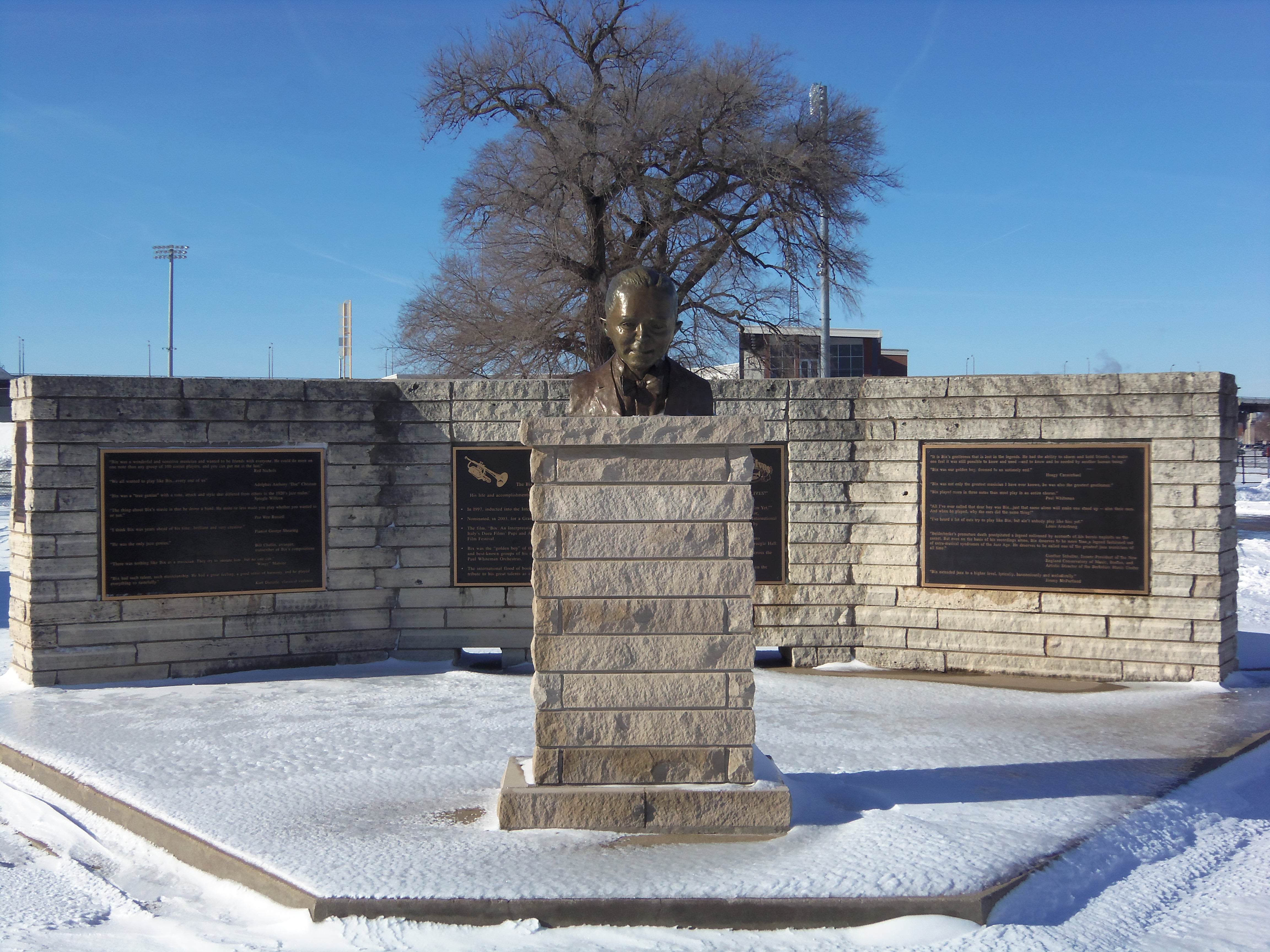
Das Bix-Beiderbecke-Denkmal im LeClaire Park, Davenport, Iowa

Columbia Records veröffentlichte mehrere Titel dieser Kompilation zuvor auf den Editionen The Bix Beiderbecke Story, Vol. I – Bix and His Gang (Columbia CL 844) und The Bix Beiderbecke Story / Volume 2 – Bix and Tram (Columbia GL 508; 1952). Auch die auf vier CDs angelegte Edition Bix Beiderbecke & Frankie Trumbauer: Bix & Tram von JSP Records (JSP 913) von 2002 enthält fast alle Titel.